# Ефимов, Владимир Вячеславович
Владимир Вячеславович Ефимов (родился 19 июля 1970 года, Москва) — российский предприниматель и управленец, политический деятель. Депутат Волгоградской областной Думы третьего (2003—2009), четвёртого (2009—2014) и пятого созыва (с 2014 года), и её председатель (2010—2014).

## Биография
Родился 19 июля 1970 года в городе Москве.
В 1993 году окончил факультет автоматизации и управления в технических системах Московского энергетического института по специальности «инженер—системотехник». В этом же году окончил Высшую школу менеджеров. В 2004 году окончил факультет государственного и муниципального управления Московской академии государственного и муниципального управления Российской академии государственной службы при Президенте Российской Федерации. В 2005 году окончил Поволжскую Академию государственной службы им. П. А. Столыпина по специальности «управление закупками для государственных нужд».
С 1993 по 1995 год Владимир Ефимов работал исполнительным директором МП «Радикс». С 1995 года — менеджер во внешнеторговой компании «Разноимпорт трейдинг». В 1997 году возглавил московское представительство ОАО «Волгоградский алюминий», вошёл в состав совета директоров этой компании. В промышленно-финансовой группе курировал также вопросы завода «Красный Октябрь» и Ключевского завода ферросплавов. С 5 августа 2002 года занимал должность исполнительного директора ОАО «Волгоградский алюминий» , возглавлял завод до 2006 года, наводил порядок в вопросах земельных отношений как в Волгограде так и в Волгоградской области. Выступал за установление льготных налоговых режимов для предприятий и организаций Волгоградской области. Автор закона "Об инвестиционной деятельности в Волгоградской области".

## Депутат Волгоградской областной Думы

### Третий созыв
07 декабря 2003 года избран депутатом Волгоградской областной Думы III созыва по Тракторозаводскому одномандатному избирательному округу № 11 с результатом 29,31 % голосов (14,21 % от общего числа избирателей). Возглавлял комитет по экономической политике, промышленности, транспорту и связи.
В июле 2006 года вступил в ряды партии «Единая Россия».

### Четвёртый созыв
01 марта 2009 года вновь избран депутатом Волгоградской областной Думы IV созыва по Тракторозаводскому одномандатному избирательному округу № 11, набрав 40,15 % голосов (10,93 % от общего числа избирателей). Занимал пост председателя комитетa по экономической, инновационной политике, науке, промышленности и транспорту; входил в состав комитетa по бюджету, налогам и финансовой политике.
23 сентября 2010 года избран председателем Волгоградской областной Думы 24 голосами. При этом депутаты не смогли избрать председателя с первого раза. На должность, помимо Владимира Ефимова (фракция Единая Россия), был выдвинут и Николай Паршин, руководитель фракции КПРФ. По итогам тайного голосования за Ефимова проголосовали 16 депутатов, за Паршина — восемь; 10 бюллетеней признаны недействительными, четыре не использованы.
Секретарь регионального политического совета Волгоградского регионального отделения партии «Единая Россия», сменил на этом посту Владимира Кабанова.
Период председательства Владимира Ефимова ознаменован несколькими громкими событиями.
После скандала с отставкой главы Волгограда Романа Гребенникова (см. Гребенников, Роман Георгиевич#Отрешение от должности), часть депутатов выразила своё несогласие с действиями регионального отделения партии. 22 марта заявление о выходе из партии написала председатель комитета по здравоохранению и молодежной политике облдумы Наталья Латышевская: "Крайне возмущена, как быстро расправляются и предают однопартийцев, которые в одночасье становятся неугодными, главы районов, мэр Волгограда Роман Гребенников и другие. При этом вопиющие нарушения и промахи областного руководства не замечаются и ни разу не обсуждались на политсовете ЕР. Взять хотя бы последнюю историю с вице-губернатором Фёдором Щербаковым, которая дошла до уголовного дела. Наталья Латышевская также выразила несогласие с отменой выборов главы Волгограда, происходящей на фоне безучастности власти в вопросе улучшения качества жизни населения. По мнения экспертов, Латышевская является авторитетным политиком, поэтому её уход из Единой России будет для последней серьёзной потерей, последствия которой отразятся и на результатах предстоящих выборов. 25 марта о намерении покинуть фракцию в областной Думе заявил заместитель председателя комитетa по строительству, жилищно-коммунальной политике и дорожному комплексу Андрей Попков, завив, что «Это обдуманный шаг в преддверии выборов в Государственную Думу». Несмотря на обдуманность своего поступка, Андрей Попков уже спустя четыре дня вернулся в ряды фракции «Единая Россия». 28 марта из фракции вышел Дмитрий Лунев, ранее исключённый из партии за поддержку отстранённого Романа Гребенникова.
Пятый созыв
Член комитетов Волгоградской областной Думы по промышленности и бюджетной политике.
Председатель комитета Волгоградской областной Думы по аграрным вопросам, охране окружающей среды и природопользованию.

## Семья
Отец — Ефимов Вячеслав Владимирович, мать — Ефимова Галина Ивановна.
Жена — Ефимова Валентина Владимировна (р. 23 июня 1969 года), трое детей.